# ایگناسیو ماکایا
ایگناسیو ماکایا (اسپانیایی: Ignacio Macaya‎; ۲ دسامبر ۱۹۳۳ – ۵ سپتامبر ۲۰۰۶) بازیکن هاکی روی چمن اهل اسپانیا بود.